# Estrategia de las armas nucleares
La estrategia de las armas nucleares es el conjunto de conceptos y estrategias ideadas, bien para evitar la utilización de este tipo de armas, o bien para obtener una hipotética ventaja en caso de una guerra nuclear y alcanzar beneficios políticos o militares mediante la utilización de armas nucleares.
Frente a la idea generalizada, compartida por el público y por numerosos especialistas, de que la única guerra nuclear posible es la guerra nuclear total y que esta implicaría el fin del mundo, los estados mayores de las principales potencias nucleares, teorizan con diferentes estrategias para vencer en un conflicto de estas características o al menos quedar en una posición ventajosa sin desembocar en un conflicto nuclear total. Sin embargo, si lo consideramos un poco mas a largo plazo el impacto ecológico de una guerra nuclear (de cualquier escala) sería una devastación de las ya maltrechas condiciones de habitabilidad de nuestro planeta.

## Teoría de juegos, destrucción mutua asegurada
Desde los setenta, la teoría de juegos se ha aplicado a la conducta animal, incluyendo el desarrollo de las especies por la selección natural; ha atraído también la atención de los investigadores en informática, usándose en inteligencia artificial y cibernética. 
La destrucción mutua asegurada (DMA) o destrucción recíproca asegurada (en inglés mutually assured destruction o MAD, palabra que en inglés significa 'loco'), también conocida como «1 + 1 = 0», es la doctrina concebida por John von Neumann de una situación en la cual cualquier uso de armamento nuclear por cualquiera de dos bandos opuestos desembocaría en la destrucción completa de ambos, tanto del defensor como del atacante. Paradójicamente, durante toda la Guerra Fría la capacidad de destrucción mutua asegurada, incardinada en torno a la rivalidad entre Estados Unidos y la Unión Soviética, mantuvo una «paz helada» por la capacidad de disuasión que este potencial acarreaba. En efecto, cuando se es consciente de que el único resultado posible de un conflicto (convencional o nuclear) es la propia aniquilación —aunque nuestros enemigos resulten igualmente borrados de la faz de la tierra—, los ímpetus belicistas resultan moderados hasta el extremo de desaparecer en la práctica; dicho en otras palabras, disuade eficazmente a cualquier país que tenga armas nucleares, de iniciar hostilidades abiertas contra otra potencia o superpotencia nuclear.
Si bien los bombardeos atómicos de Hiroshima y Nagasaki crearon una «mítica de las armas nucleares» según la cual toda batalla de estas características conllevaría el fin de la civilización, ni Estados Unidos ni la Unión Soviética alcanzarían la «suma cero» hasta finales de la década de 1960, y la capacidad de destrucción mutua asegurada, hasta principios de la década siguiente. Esto quiere decir que, por ejemplo, y contrariamente a la opinión popular, si la crisis de los Misiles de 1962 se hubiera resuelto violentamente ninguno de los oponentes habría resultado aniquilado. En cambio, diversos incidentes con los sistemas de represalia instantánea de ambas superpotencias acaecidos durante los años 1980 y 1990 sí que estuvieron a punto de conducir a la humanidad a una guerra nuclear total.
Esta estrategia surge basada también en la teoría de juegos. La idea se basa en que todos los participantes saben qué estrategias pueden tomar sus oponentes y qué les beneficia más, por lo que el comportamiento de todos es predecible. En el contexto de varios actores con armas nucleares, que ninguno de ellos las use es un equilibrio de Nash, por miedo a que los demás puedan contraatacar, sabiendo que el daño del contraataque será mayor que el beneficio de derrotar al oponente. Un equilibrio de Nash es estable ante actores racionales, por lo que mientras las condiciones se mantengan, ningún actor debería atacar a otro.
Surgió en plena Guerra Fría y trata sobre un eventual enfrentamiento entre dos potencias, especialmente con capacidad nuclear. En el conflicto entre Estados Unidos y la Unión Soviética, ambas naciones luchaban por tener el poder en pequeños sitios del mundo, en probar su armamento, en la prioridad nuclear, etc. En este caso, aunque la guerra fría culminó en 1991, la Destrucción Mutua Asegurada se sigue aplicando. Es un protocolo de disuasión nuclear que beneficia a ambas naciones, en el que destinaban recursos del Estado con fines bélicos para conseguir estar a la altura de su contrincante. Precisamente por el riesgo del MAD (mutual assured destruction) es que EE. UU. y Unión Soviética nunca se enfrentaron de manera directa. Asimismo, se crearon otras tácticas para evitar el fin del mundo, como la guerra nuclear táctica o la tríada.

### Principales problemas
- Desde una perspectiva de política exterior, tiende a desalentar las cumbres, reuniones, y los tratados. Las partes involucradas no tienen ninguna razón para reunirse para discutir y resolver problemas, y de hecho, tienden a preferir al margen restante. Esto no es muy productivo para la resolución de conflictos a largo plazo.
- Tendencia de la acumulación mutua. Los participantes tratarán de igualarse a sus oponentes para poder hacerles frente de tal forma que: supongamos que dos personas  (una persona A y una B) se enfadan y deciden enfrentarse pero no inician pelea directa. La persona A compra una pistola, con lo cual B está en desventaja y compra un rifle; entonces A ahora comprará un tanque y para superarlo, B comprará un caza... El problema se sucedería y desembocaría en la acumulación de armamento.

#### Ventajas
Aunque la destrucción mutua asegurada es una estrategia claramente negativa para los participantes, se encuentra una ventaja en ella y que se pudo ver en la Guerra Fría entre EE. UU. y la URSS. La doctrina suponía que el armamento nuclear de los Estados se encuentra repartido por el mundo (en submarinos, aviones, etc) con lo cual, la idea de lanzar un primer ataque devastador sobre la totalidad del armamento atómico de un país para neutralizar un eventual contraataque igual de devastador resulta imposible. Debido a ello, ninguna de las dos potencias se vio impulsada a realizar un primer ataque, lo que desembocó en una paz temporal y estable, pero de una grandísima tensión.

## La disuasión nuclear
La disuasión nuclear es un fenómeno psicológico y defensivo basado en la existencia de las armas nucleares y que descansa sobre las apreciaciones subjetivas de las intenciones. Es el eje sobre el que gira la estrategia general de las armas nucleares.
La estrategia de la disuasión nuclear podría definirse como aquella que pretende renunciar a la guerra nuclear, y hacer imposible ésta. Se basa en que un número limitado de armas nucleares puede originar daños intolerables capaces de disuadir a un agresor potencial. Trata de alcanzar el objetivo político, no mediante la victoria militar, sino por la acción indirecta, gracias a la paralización nuclear del adversario, es decir, gracias a la disuasión a la que se le somete.
Realmente la disuasión nuclear ha funcionado hasta nuestros días, ya que ninguna potencia se ha atrevido a utilizar su arsenal nuclear contra otra, temiendo una respuesta nuclear que causaría daños realmente graves y que no compensarían el ataque. Los fundamentos de la disuasión nuclear se desarrollan finalizada la Segunda Guerra Mundial, que fue cuando surgieron los primeros conceptos de la guerra nuclear.

### Estrategia de Contención
Es la primera de las estrategias adoptadas para la utilización de armamento nuclear. Se trata de un concepto sobre el que se basó la estrategia norteamericana desde 1946 hasta 1954 aproximadamente. Debido a la creciente expansión de la Unión Soviética, pretendía detener una posible agresión soviética con armas convencionales, recurriendo a las armas nucleares como medio para neutralizar esta agresión.
Esta estrategia se mantuvo operativa mientras la Unión Soviética no dispuso de arsenal nuclear. Posteriormente hubo de ser modificada para adaptarla a escenarios con nuevas potencias nucleares. La disuasión comenzó a perfilarse como única estrategia válida.

### Estrategia de disuasión máxima (del todo o de la nada)
Este es un concepto ligado a la estrategia de las represalias masivas. Trata de disuadir al adversario, haciéndole saber que ante un ataque mínimo y limitado, convencional o nuclear, se le contestará con una respuesta nuclear total. En ella se basó la estrategia estadounidense a partir de 1954, así como la soviética que, en 1962, propugnaba el mariscal Vasili Sokolovski.

## Credibilidad nuclear

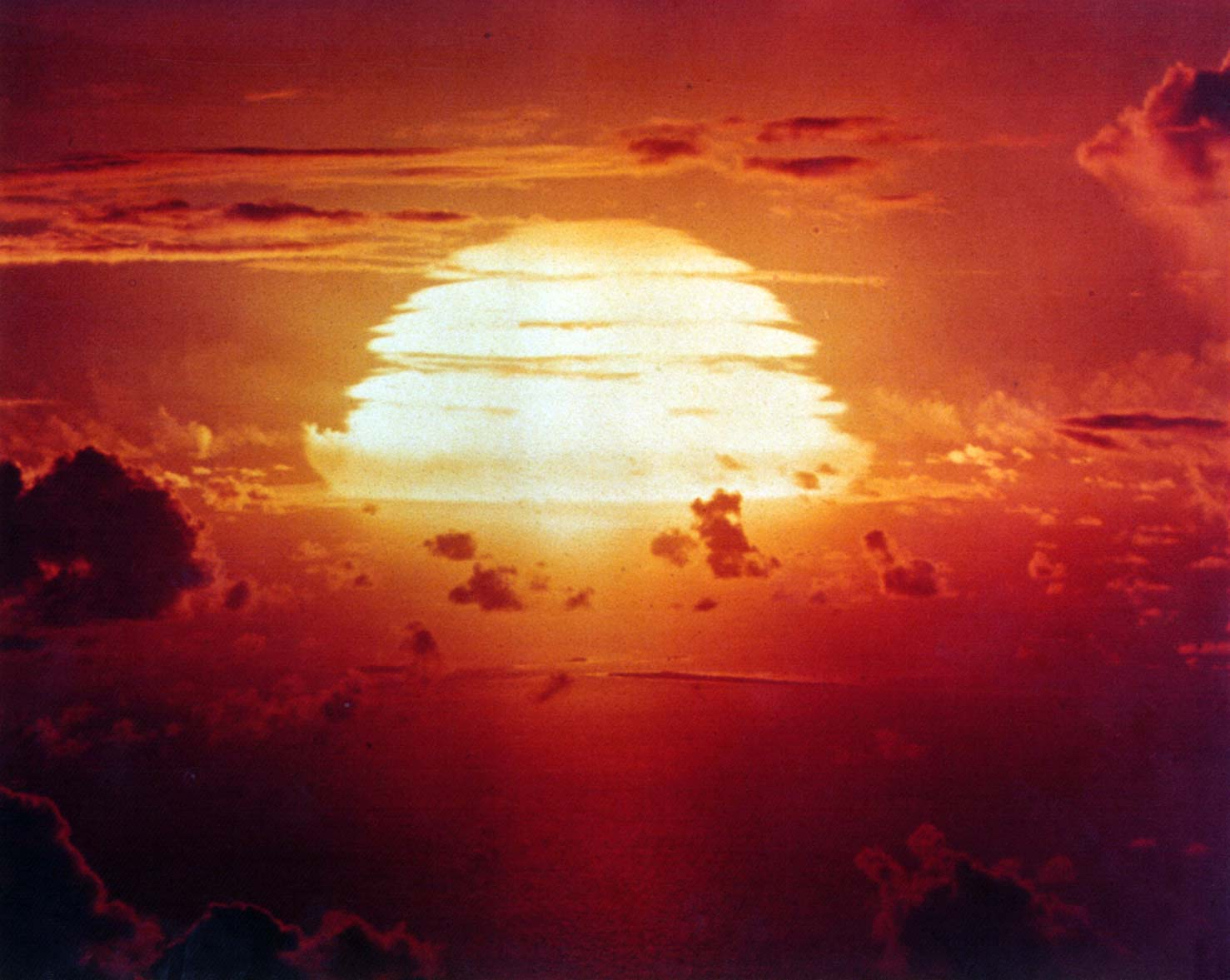
Las pruebas nucleares se realizan, entre otras razones, para demostrar que un país es capaz técnicamente de desplegar armamento nuclear. En la imagen una prueba realizada por Estados Unidos en el Pacífico.

Es la base sobre la que descansa la disuasión nuclear. Se mantiene por el convencimiento de que, en caso de agresión, el adversario no dudará en utilizar su armamento nuclear. Además se fundamenta también en la certeza de que política, militar y técnicamente, las fuerzas estratégicas propias serán en cualquier caso capaces de alcanzar al agresor, incluso, después de un primer ataque. Los tres factores que caracterizan la credibilidad nuclear son:
- Posibilidad técnica de alcanzar al enemigo.
- Existencia de una amplia gama de armas nucleares.
- Certeza o compromiso de que serán empleadas en caso necesario.

### Estrategia contrafuerza
Estrategia específica dentro de la estrategia de la disuasión, que trata de disponer de los medios nucleares necesarios llamados Fuerzas de Primer Ataque, para destruir o reducir a límites tolerables la capacidad de respuesta o represalia del enemigo, es decir, las Fuerzas de Segundo Ataque.

### Estrategia contravalor
Tiene la finalidad de destruir los núcleos urbanos y los recursos del adversario y descansa en la existencia de las Fuerzas de Segundo Ataque, que son las que llevan a cabo una respuesta cuando se ha sufrido un primer ataque nuclear conducido por el enemigo. En realidad, son las fuerzas nucleares residuales que han sobrevivido a aquel ataque y que se lanzan en represalia.

### Concepto de tríada nuclear
La tríada nuclear surge en Estados Unidos a finales de los años 1950 gracias al continuo desarrollo de sistemas de armas y de nuevas tecnologías. Poco a poco se transforma en una verdadera filosofía que pretende contrarrestar la estrategia contrafuerza y se basa en un triángulo letal:
- Misiles balísticos intercontinentales.
- Submarinos nucleares.
- Bombarderos de largo alcance.

Lo que consigue evitar la tríada es la destrucción del arsenal nuclear en un primer ataque enemigo gracias a la diversificación y a la dispersión de este arsenal.
Los ICBM son muy eficaces por su gran disponibilidad —pueden ser disparados en un cortísimo espacio de tiempo—, pero a la vez son relativamente vulnerables porque, a pesar de estar protegidos en silos blindados, son fácilmente localizables.
Los bombarderos de largo alcance, el vector de lanzamiento tradicional, tardan en situarse sobre el objetivo a pesar de tener siempre cierto número en una rotación continua en vuelo permanente. Además, son vulnerables a un ataque con interceptores o misiles tierra-aire.
Los submarinos nucleares son un sistema de armas nuevo y comienzan a ser utilizado como portador de misiles nucleares SLBM. Tienen la ventaja de poder estar ocultos hasta el momento del ataque y aunque son detectables, se perfilan rápidamente como el pilar fundamental de la Tríada.

### Tácticas de respuesta
Ante un inminente primer ataque nuclear que pretenda eliminar una Fuerza de Segundo Ataque, hay dos actitudes básicas posibles de respuesta:

#### Lanzamiento a la alerta
También denominado LOW o launch-on-warning, es una táctica concebida para que se libren de un primer ataque los ICBM propios. Implica el dispararlos al recibir la señal de alerta que dan los radares avanzados o los satélites.

#### Lanzamiento al ataque
También llamado LOA o launch-on-attack, se refiere a la táctica para retrasar el disparo de misiles nucleares hasta que algunas cabezas nucleares enemigas lleguen a sus objetivos. Su finalidad es evitar la posibilidad de efectuar un lanzamiento de respuesta ante una falsa alarma.

## Guerra nuclear limitada
Los estados mayores de las potencias nucleares, también disponen de estrategias con las que se pretende evitar una escalada nuclear que acabe en una guerra nuclear total. Las potencias nucleares de segundo orden como el Reino Unido o Francia, debido a lo limitado de su arsenal, se ven obligadas en muchos casos a utilizar estas estrategias.
Los conceptos de guerra nuclear limitada no son compatibles con estrategias como la de disuasión máxima y otras estrategias concebidas al comienzo de la era nuclear.

### Estrategia de la respuesta flexible
Responde a los conceptos de la respuesta graduada y pretende el responder a cada amenaza o agresión, con una respuesta proporcionada a la naturaleza de aquella, con la esperanza de dominar el proceso de escalada y conducir al adversario a contenerse o negociar. Este tipo de estrategias se desarrollaron a partir de los años 1970 para ser utilizadas en organizaciones militares como la OTAN y como respuesta a escenarios muy concretos y definidos.

### Guerra nuclear táctica
Hasta ahora hemos hablado de conceptos creados para las armas nucleares estratégicas, que son todas aquellas que pretenden destruir la capacidad bélica del adversario fundamentalmente en su retaguardia. Estas armas estratégicas suelen tener largo alcance y enorme potencia destructiva.
Existen una clase de armas nucleares denominadas tácticas o de teatro, que son de menor potencia y alcance que las estratégicas. También se encuentran bajo control político pero pueden ser empleadas por los mandos en apoyo directo de las fuerzas convencionales y se emplean básicamente contra los ejércitos del adversario. Por su menor potencia, rebajan el umbral crítico aumentando, a cambio, la credibilidad nuclear disuasoria.

## Vectores, tríadas, potencias y sumas cero

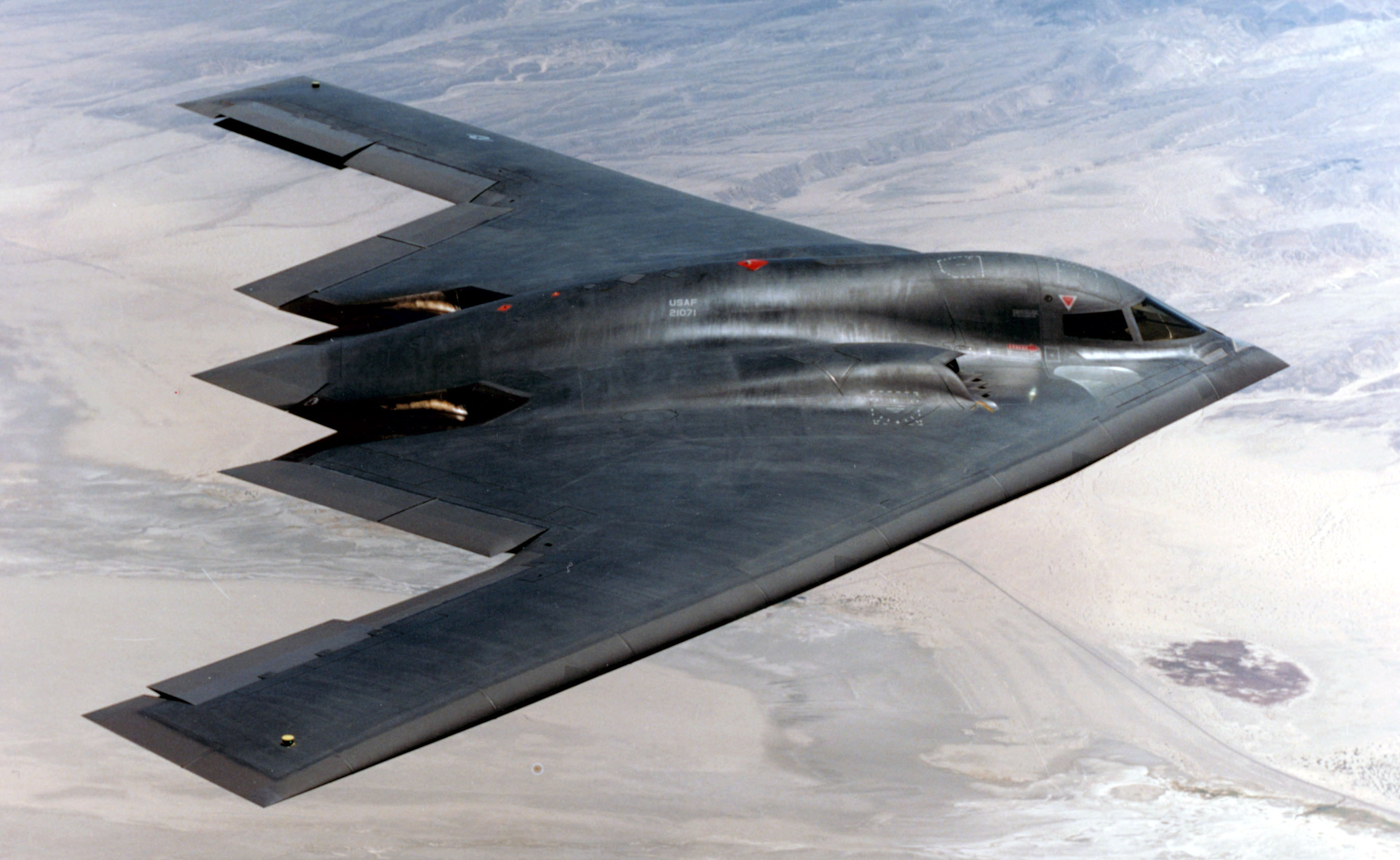
Los bombarderos estratégicos son una de las tres ramas de la triada, junto a submarinos nucleares y misiles intercontinentales.

En sí, un arma nuclear no es más que un explosivo de gran potencia, eficiencia y versatilidad con letales y prolongados efectos colaterales. Para alcanzar alguna utilidad militar, el explosivo debe ser transportado hasta su blanco mediante un medio denominado vector. Este vector suele ser un misil, un avión o un submarino, aunque algunas armas nucleares han sido equipadas en torpedos, minas e incluso obuses. La naturaleza de estos equipos viene determinada por el uso que pretenda darse al arma; por ejemplo, para realizar un ataque estratégico a gran escala contra un país lejano se instalarán en misiles balísticos intercontinentales, mientras que si deseamos emplearla en el campo de batalla podemos utilizar misiles de corto o medio alcance.
Esta constatación nos permite diferenciar dos conceptos esenciales, aunque no bien delimitados, de la estrategia de las armas nucleares: su utilización táctica —orientada a procurar la victoria en un campo de batalla específico delimitado geográficamente— y su utilización estratégica, concebida para desarticular los servicios esenciales de la retaguardia enemiga y debilitar o aniquilar su esfuerzo de guerra.
Como es sabido, la utilización masiva de armas nucleares es un factor decisivo tanto a nivel táctico como estratégico. Bien eliminando fuerzas navales o terrestres de un solo impacto, bien aniquilando refinerías o instalaciones portuarias del enemigo, su uso puede garantizar la victoria o el empate de manera instantánea y contundente. Es esta asimetría esencial característica de las armas nucleares lo que ha transformado la historia de la guerra y de la política internacional, convirtiendo en obsoletas las tácticas y estrategias convencionales, que unida a su capacidad para aniquilar ciudades enteras en un solo ataque, han generado una mítica bien justificada tanto entre la sociedad en general como para los expertos.
En consecuencia, no es difícil colegir que el primer objetivo de toda fuerza nuclear es la fuerza nuclear del enemigo. La posibilidad de degradar significativamente la capacidad de ataque atómico del oponente con un primer ataque por sorpresa ha sido acariciada una y otra vez por los estrategas de la guerra nuclear como un elemento clave para obtener ventaja en el conflicto. El temor a que fuera el enemigo quien alcanzara tal objetivo condujo rápidamente a tres reacciones que encontramos en las principales potencias nucleares:
- La multiplicación del número de armas desplegadas hasta alcanzar cifras absurdas, para evitar que ese primer ataque pudiera alcanzar a la totalidad de la fuerza propia simultáneamente,
- La habilitación de mecanismos de represalia instantánea que permita lanzar las propias armas antes de que lleguen las del enemigo, y
- La dispersión geográfica y ocultación de las mismas. Pronto se hizo evidente que era posible desplegar armas nucleares a bordo de numerosos vehículos e instalaciones, englobados en cuatro grandes grupos:

1. Instalaciones fijas (silos) o móviles (camiones, trenes, etc.) con base en tierra.
2. Buques submarinos, capaces de realizar lanzamientos desde el mar.
3. Bombarderos de distintos tipos, desplegados en diversas bases aéreas.
4. Satélites en órbita.

Si bien existieron algunas armas FOBS (sistema de bombardeo orbital fraccional) para su ubicación satelitaria, lo cierto es que la inmensa mayoría de armas nucleares se hallan desplegadas en instalaciones o vehículos terrestres, submarinos y bombarderos. Esta triple multiplicación y dispersión de los medios nucleares, imposibilita su localización y destrucción generalizada en un primer golpe asestado por sorpresa, se denomina tríada nuclear. Algunos países, como Francia o el Reino Unido, han renunciado a la «pata» terrestre de la tríada por considerarla excesivamente vulnerable y concentran sus esfuerzos en aviones y submarinos.
De lo expuesto se deduce que la mera posesión de una o varias armas nucleares no convierte a un país en potencia nuclear. Una potencia nuclear es un Estado que:
- dispone de armas nucleares y vectores en cantidad suficiente y lo bastante dispersos como para preservar una porción significativa de su fuerza aún en caso de que un primer ataque por sorpresa enemigo tuviera éxito.
- dispone de medios de inteligencia, mando, control y comunicaciones con la capacidad de detectar una acción enemiga y contraatacar antes de que ésta alcance sus objetivos.

Se denomina superpotencia nuclear a un Estado que es capaz de completar un ataque o represalia nuclear contra cualquier número de enemigos simultáneos, cualquiera que sea su ubicación geográfica, aprovechando eficazmente la asimetría esencial que otorgan las armas.

## Los campos de batalla de la guerra nuclear
Como consecuencia de la suma cero y la disuasión, y pese a toda la propaganda al respecto, las potencias y superpotencias nucleares adoptaron casi desde el principio una actitud eminentemente defensiva. Eran conscientes de que incluso un enfrentamiento limitado causaría enormes daños, condenándoles a convertirse en países subdesarrollados dependientes del exterior para su reconstrucción. La consiguiente paranoia colectiva condujo a estas potencias a creer que el oponente estaba constantemente maniobrando para lanzar alguna clase de ataque sorpresivo, por lo que se armaban cada vez más. El oponente, con un grado similar de paranoia, tomaba estas acciones como indicios evidentes de la actitud hostil del primero, conduciéndole a armarse todavía más, y así sucesivamente en un círculo vicioso al que se denominó carrera armamentística. En una carrera armamentística, ambas partes creen estar en el lado de la razón. El resultado no podía ser otro que la suma cero total, como demostraron repetidos análisis y ejercicios. Pero aun así seguían intentándolo.

### SIOP/RISOP: los planes para elArmagedón
Los planes para la utilización de armas nucleares tácticas o «de teatro» —para el campo de batalla— eran similares a otras operaciones convencionales que implicaban el uso de artillería misilística de alta potencia. No obstante, poco a poco iría surgiendo la idea de escalada nuclear: un escenario donde tras la utilización de un número reducido de armas nucleares en el calor del combate su uso iría ampliándose y extendiéndose hasta llegar a la guerra termonuclear total. Los misiles de alcance intermedio como el SS-20 soviético y los misiles Pershing y Pershing II estadounidenses, al igual que los bombarderos, se consideraban especialmente peligrosos por su capacidad de actuar como escalón intermedio entre la guerra táctica localizada y la guerra estratégica general; es por ello que fueron eliminados con los primeros acuerdos de limitación de armas nucleares.
En EE. UU. a los planes para la utilización de armamento nuclear se les denominó SIOP, acrónimo de special integrated operations plan, plan especial de operaciones integradas. Consistía en una serie de directivas para determinar qué blancos atacar, en qué orden y de qué manera. Existen cuatro niveles SIOP:
- RNO: Opciones nucleares regionales, para ejecutar un ataque nuclear contra fuerzas convencionales que ataquen el territorio propio.
- LAO: Opciones de ataque limitado, para ejecutar un ataque nuclear restringido a algunas unidades esenciales de la fuerza nuclear enemiga.
- SAO: Opciones de ataque selectivo, para ejecutar un ataque nuclear contra un grupo de blancos seleccionados en territorio enemigo.
- MAO: Opciones de ataque mayor, destinadas a causar un grado de devastación importante al esfuerzo de guerra enemigo.

Dentro de las opciones de ataque mayor, existen a su vez otros cuatro subniveles:
- MAO-1 (ataque contrafuerza): Dirigido contra las fuerzas nucleares del enemigo: silos de misiles, bases de misiles en camiones o trenes, bases de submarinos, aeropuertos primarios, instalaciones de almacenamiento de cabezas nucleares, el complejo tecnológico-industrial de producción de las mismas y las instalaciones esenciales de mando, control, comunicaciones e inteligencia, pero tratando de evitar las áreas urbanas y las fuerzas no nucleares.
- MAO-2 (ataque contrafuerza extendido): Dirigido contra todos los blancos del MAO-1 más: puertos y aeropuertos secundarios, arsenales, dirigencia militar y unidades seleccionadas de la fuerza militar no nuclear, flotas de superficie y redes de mando, control, comunicaciones e inteligencia no nucleares.
- MAO-3 (ataque contravalor limitado): Dirigido contra todos los blancos del MAO-1 y el MAO-2 más las instalaciones de la dirigencia político-administrativa del enemigo.
- MAO-4 (ataque contravalor extendido): Dirigido contra todos los blancos del MAO-1, el MAO-2 y el MAO-3 más las instalaciones esenciales de la sociedad enemiga (blancos económicos): refinerías, centrales de producción de energía eléctrica, polígonos industriales —sobre todo los vinculados con la industria militar o tecnológica— y concentraciones humanas de gran importancia demográfica.

Obsérvese que al realizarse la batalla a nivel MAO-3 la dirigencia política quedaría inhabilitada, por lo que casi de manera automática saltaría a nivel MAO-4.
Al mismo tiempo que el SIOP, se diseña el RISOP (Red integrated special operations plan, 'plan especial de operaciones integradas del «bando rojo»'). Mediante el mismo, se pretende analizar qué blancos propios serían atacados por el enemigo, para comprender cómo se desarrollaría la guerra y reducir daños en la medida de lo posible. El RISOP, por supuesto, no es sino una estimación bien fundada de los actos previstos del enemigo.

### El final de la cuenta regresiva: los diez minutos del día del juicio
(O cómo funciona el sistema de control de las armas termonucleares)
El proceso está explicado tomando como ejemplo el sistema de mando ruso ante un primer ataque; el estadounidense, inglés, francés o chino son muy similares. Esta información es, aproximadamente, del año 2000.
- DATO ESENCIAL N.º 1: el tiempo de vuelo de un ICBM (misil balístico intercontinental) entre los campos misilísticos de Siberia y el corazón de EE. UU. es de unos 23 minutos, y viceversa.
- DATO ESENCIAL N.º 2: el tiempo de vuelo de un SLBM (misil balístico intercontinental de lanzamiento submarino) entre sus puntos de despliegue oceánicos hasta el corazón de cualquier país es de entre 10 y 30 minutos, y puede llegar a ser tan bajo como 5-10 minutos.
- DATO ESENCIAL N.º 3: debido a los datos nº 1 y 2, existe un momento en que el proceso es irreversible.

Tiempo: 00:00 - los satélites OKO (Ojo) y los radares OTH Duga (capaces de ver "bajo la línea del horizonte" a grandes distancias) detectan los ICBM o SLBM enemigos conforme ascienden y transmiten los datos al Centro de Inteligencia Espacial del GRU (el servicio secreto militar), con búnker subterráneo secreto Serpukhov-15, cerca de Vatutinki, a unos 60 km al sudoeste de Moscú. Los analistas de inteligencia del GRU comienzan a evaluar la amenaza.
Tiempo: 00:30 - se transmite una señal de emergencia a los 15 centros subterráneos de control de las Fuerzas Nucleares Estratégicas repartidos por toda la Federación, y también al puesto de mando de la Junta de Jefes de Estado Mayor, en Chekov, y al Comando de las Fuerzas Espaciales situado en el Ministerio de Defensa, en Moscú.
Tiempo: 01:00 - los especialistas del Comando de las Fuerzas Espaciales determinan la credibilidad de la amenaza con los datos que les van llegando desde Serpukhov-15. Si deciden que es real, transmiten una señal de alerta a los tres portadores de los "maletines nucleares" (el Presidente, el Ministro de Defensa y el Comandante en Jefe de la Junta de Jefes de Estado Mayor) y una prealerta a la red de puestos de control de las Fuerzas Nucleares Estratégicas, un cuerpo de élite que controla los ICBM y las comunicaciones con los bombarderos y los submarinos. Se activa el Sistema de Defensa Civil.
Tiempo: 01:30 - los operadores de los puestos de control de las comunicaciones con los submarinos y los bombarderos transmiten una señal de prealerta. Las tripulaciones de los bombarderos corren a sus aviones y se disponen a despegar. En las profundidades oceánicas, los submarinos entran en alerta roja e inician los procedimientos de lanzamiento, igual que hacen los operadores de la red de puestos de control de los ICBM en los campos misilísticos.
Tiempo: 02:00 - el sistema de mando conmuta de la red normal de comunicaciones a la red especial de comunicaciones, que les conecta directamente con los puestos de control de los ICBM, los bombarderos y los submarinos. En estos momentos, los misiles desplegados en camiones estarían poniendo sus motores en marcha.
Tiempo: 03:00 - los portadores de los maletines nucleares conversan entre sí, si es posible, para determinar la reacción exacta, el plan de guerra a utilizar (el SIOP/RISOP) y tomar las decisiones políticas oportunas. El Presidente, o en su defecto el Ministro de Defensa, intentan ponerse en contacto con las autoridades políticas del país atacante para ver qué está ocurriendo, si es que hay algo que decirse.
Tiempo: 04:00 - los misiles atacantes entran dentro del rango de los radares de descubierta de largo alcance LPAR y Daryal, donde se confirma su presencia, número y trayectoria. Los datos son retransmitidos al Presidente, al Ministro de Defensa, a la Junta de Jefes de Estado Mayor y al Comando de las Fuerzas Espaciales. Los analistas de inteligencia siguen tratando de desentrañar lo que está sucediendo con el máximo detalle posible. El Presidente, el Ministro de Defensa y otro personal esencial suben a helicópteros para ser transportados a lugar secreto.
Tiempo: 04:30 - se declara el estado de sitio y de excepción. Se transmiten órdenes a todas las comandancias del Ejército, la Marina y la Fuerza Aérea (no nucleares) para que inicien un despliegue de emergencia, así como a los gobernadores civiles de los territorios para que declaren la Ley Marcial y pongan en marcha de inmediato los planes de Protección Civil. A partir de este momento, cualquier persona o vehículo que se acerque a un componente de las fuerzas armadas rusas de la clase que sea sin autorización será atacado sin previo aviso.
Tiempo: 05:00 - el momento de la decisión. Para que el contraataque se ejecute sin problemas, hay que hacerlo ahora o nunca. Si se decide contraatacar, el Presidente o en su defecto el Ministro de Defensa o en su defecto el Comandante en Jefe de la Junta de Jefes de Estado Mayor utilizan su "maletín" para transmitir los códigos de desbloqueo a la Junta de Jefes de Estado Mayor, a los puestos de control de los bombarderos, los submarinos y los campos misilísticos. Los bombarderos despegan. Los camiones lanzamisiles se despliegan de inmediato. Los submarinos proceden a profundidad de lanzamiento. Los operadores de los campos misilísticos, los camiones y los submarinos proceden a desbloquear los misiles con los códigos suministrados e iniciar la secuencia de encendido. En estos momentos aún se puede detener el proceso.
Tiempo: 05:30 - se transmite el plan de guerra (SIOP/RISOP) a los operadores de los misiles. En caso de que las comunicaciones se hubiesen cortado ya (por ataque EMP o por disparos de trayectoria deprimida —5 minutos de preaviso— o que misiles de crucero hubiesen alcanzado los centros de mando), los operadores de los misiles en tierra, mar y aire se atendrían a los SIOP/RISOP predeterminados y el código de desbloqueo se entendería como código de autorización de lanzamiento.
Tiempo: 06:30 - la Junta de Jefes de Estado Mayor, por orden de los portadores de los maletines, transmite a todas las estaciones los códigos para la autorización de lanzamiento (go-code).
Tiempo: 07:00 - los operadores de los misiles en los silos, camiones, bombarderos y submarinos comparan esos códigos con los que tienen en sus libros de claves, conservados en cajas fuertes selladas. Si coinciden, o si las comunicaciones se hubiesen cortado después de recibir los códigos de desbloqueo, las comunicaciones con el exterior se cortan, ya no se aceptan nuevas órdenes y se disponen a lanzar. Ahora el proceso es irreversible.
Tiempo: 08:30 - los operadores han terminado de preparar los misiles para el lanzamiento. Los bombarderos supersónicos vuelan hacia el Polo Norte a toda velocidad. Los submarinos están a profundidad de lanzamiento. Se inician las secuencias de disparo.
Tiempo: 09:00 - los planes de Defensa Civil empiezan a implementarse.
Tiempo: 10:00 - los misiles están en el aire. La Represalia Nuclear ha comenzado.
Este procedimiento se denomina LOW (launch-on-warning). Existen procedimientos abreviados para ataques por sorpresa (LOA - launch-on-attack) y paralelos para ataques con otro tipo de armas como puedan ser los misiles de crucero.

### La hora de las bombas
Se ha teorizado que es posible una guerra nuclear prolongada en el tiempo (protracted nuclear war), pero la opinión generalizada es que, ante la posibilidad inminente de perder las fuerzas nucleares propias, cualquier potencia optaría por lanzarlo todo. Esto es: que la escalada desde un ataque limitado a una guerra termonuclear total MAO-4 es inevitable y muy rápida. En este caso, la duración total del conflicto sería de escasamente 60 minutos, y por ello se le llama «la hora de las bombas» o «la hora del Armagedón».
Con toda probabilidad, el compás de apertura consistiría en un ataque de pulso electromagnético de gran altitud (HEMP) en el espacio exterior para dislocar completamente al enemigo, seguido de detonaciones de oscurecimiento en las regiones superiores de la atmósfera con objeto de cegar a los sistemas antimisiles.
Segundos después comenzarían a llegar las cabezas termonucleares, atravesando las zonas de oscurecimiento envueltas en nubes de señuelos, perturbadores y otros medios de guerra electrónica para confundir a cualquier sistema antimisil que pudiera seguir operativo. Los blancos "blandos" —ciudades, áreas industriales, refinerías, centrales eléctricas, etc.— serían atacados con detonaciones aéreas (airburst), mientras que los "duros" (silos de misiles, instalaciones subterráneas, puertos, pistas) recibirían impactos directos a nivel de superficie (groundburst). A partir de aquí, la evolución del conflicto es imposible de predecir; se ha hablado de «bombas sucias» que esparcen polvo radiactivo, y «bombas de radiación ultravioleta» utilizadas para esterilizar los campos de cultivo, enfermar al ganado y contaminar aún más el agua potable, «estrellas del caos» (detonación simultánea de múltiples cabezas en una disposición radial para aniquilar grandes conurbaciones o áreas industriales) y otras tácticas a cual más esotérica. Los efectos de una guerra nuclear están descritos en efectos de las armas nucleares.